# Yasunobu Matsuoka
Yasunobu Matsuoka (japanisch 松岡 康暢 Matsuoka Yasunobu; * 2. Mai 1986 in der Präfektur Osaka) ist ein ehemaliger japanischer Fußballspieler.

## Karriere
Matsuoka erlernte das Fußballspielen in der Jugendmannschaft von Gamba Osaka. Seinen ersten Vertrag unterschrieb er 2005 bei Gamba Osaka. Der Verein spielte in der höchsten Liga des Landes, der J1 League. Im Oktober 2006 wechselte er zum Drittligisten Rosso Kumamoto (heute: Roasso Kumamoto). 2007 wurde er mit dem Verein Vizemeister der Japan Football League und stieg in die J2 League auf. 2011 wechselte er zum Drittligisten V-Varen Nagasaki. Ende 2012 beendete er seine Karriere als Fußballspieler.

## Erfolge
Gamba Osaka
- J1 League

Meister: 2005
- J.League Cup

Finalist: 2005
- Kaiserpokal

Finalist: 2006